# Julius Brink
Julius Brink (født 6. juli 1982) er en tysk tidligere beachvolleyspiller. Han havde stor succes i årene omkring 2010 og har vundet både EM-, VM- og OL-guld.
Brinks første store internationale mesterskabsmedalje kom i 2005, da han sammen med Kjell Schneider vandt VM-bronze. Fra året efter kom han til at spille med Christoph Dieckmann, og de blev europamestre samme år. Parret var med ved OL 2008, men ikke nåede videre fra indledende runde.
Fra 2009 blev han makker med Jonas Reckermann, og de to nåede i ni ud af ti turneringer mindst til semifinalen det første år. De blev således også verdensmestre dette år og vandt yderligere et par Grand Slam-turneringer. I en periode dette år vandt de 25 matcher i træk, hvilket var rekord på World Tour i beachvolley. I 2011 vandt Brink og Reckermann VM-bronze, og både i 2011 og 2012 blev de europamestre.
Brink og Reckermann repræsenterede Tyskland ved OL 2012 i London, og de var sammen med de regerende verdensmestre, brasilianerne Alison Cerutti og Emanuel Rego blandt de største favoritter. De to tyskere vandt da også deres pulje i kvalifikationsrunden, hvorpå de i første runde besejrede et lettisk par, i kvartfinalen et andet brasiliansk par og i semifinalen vandt de over et hollandsk par. Finalen kom til at stå mod Alison og Emanuel, og her vandt tyskerne 23-21, 16-21, 16-14 og var dermed guldvindere, mens brasilianerne vandt sølv og letterne Mārtiņš Pļaviņš og Jānis Šmēdiņš fik bronze.
Han deltog i enkelte turneringer i 2013 og 2014, men først blev Reckermann skadet og opgav sin karriere, og senere blev Brink også plaget af en lårskade, som tvang ham til at indstille sin karriere i maj 2014.